# 六条局
六条局（ろくじょうのつぼね、? - 享保20年4月15日（1735年5月25日））は、江戸時代中期の女性。三条西実教の娘で、西洞院時成の養女。櫛笥隆賀の室。八条隆英の母。実名は時子（ときこ）。

## 出自
後年の記述であるが、梅小路共方の日記（正徳3年10月2日条）によれば、新崇賢門院（櫛笥賀子、櫛笥隆賀の娘で、中御門天皇の生母）の母は家女房であるが、隆賀の継室（六条局）が母として遇されていることや継室は西洞院時成の娘とされているが実は三条西実教の娘であること、そして、母親は時成の姉で霊元天皇の時代に勾当内侍を務めていたが実教が密通して子を産ませてしまったため、勾当内侍の弟である時成が子供を引き取って育てて後に隆賀に嫁がせたこと、後に内裏に上がることを許されて「六条局」と呼ばれたことを記している。六条局の両親については庭田重条の日記（享保2年6月5日条）にもほぼ同様の内容が記されており、ほぼ事実を伝えているとみられている。六条局の母とされている女性は元々「平内侍（たいらのないし）」と呼ばれていたが、後西天皇の時代より仕えていた前任の勾当内侍である冷泉為尚の娘が後西院と密通にあるという噂が原因で東福門院から暇を出されたために、寛文6年（1666年）4月に後任として昇格した。しかし、当時為尚娘の密通疑惑は後水尾院の信任が厚かった三条西実教による讒言であり、平内侍を後任に推挙したのも、為尚娘の弟である今城定淳を蔵人頭に推挙したのも実教という風説が書かれた怪文書が流れていたという。しかし、厳格な実教を疎んじていた霊元天皇の工作によって寛文9年（1669年）9月に実教が失脚すると、勾当内侍（元の平内侍）も退くことになった。

## 経歴
前述の通り、六条局が嫁いだ櫛笥隆賀が家女房に生ませた娘の賀子は東山天皇の寵愛を受けて慶仁親王を生み、やがて親王は宝永6年（1709年）に父の東山天皇の譲りを受けて中御門天皇として即位をするが、同年12月に天皇の両親である東山上皇と櫛笥賀子が相次いで病死してしまう。このため、天皇の祖父の霊元法皇による院政が復活するが、これは天皇成人までの措置と考えられており、またこれとは別に誰が9歳の天皇を庇護するかという問題が浮上した。そこで東山上皇が隆賀と西洞院時成に天皇の後見を依頼していた経緯から、摂家と江戸幕府の了解の下、隆賀夫妻に対して御所の一室を与え、天皇の庇護と教育を行わせることになった（梅小路共方の日記に従えば、六条局と呼ばれることになったのがこれがきっかけと思われる）。その後、天皇が15歳を迎えた正徳5年（1712年）正月に夫妻が御所から退出するまで御所内に居住を許されて天皇の養育にあたっている。享保5年（1720年）の元日に中御門天皇に皇子（後の桜町天皇）が生まれるが、生母の近衛尚子が直後に急死してしまう。このため、六条局が再び内裏に上がるようになり、皇子の母方の祖父の近衛家熙と共に中心となって皇子の養育にあたった。なお、六条局は母親は女官であったものの、彼女自身は女官に一度も任じられたことがないまま、内裏や親王御所に上がって職務を行っていた。こうした事例は東山天皇の外祖母にあたる東二条局（松木宗条の正室）の先例があったが、少なくても近世中期までは宮中に仕える女性達の中には女官制度の枠に捉われない存在がいたのである。享保18年（1733年）の昭仁親王（桜町天皇）の元服にあたって六条局は養育の労によって従三位に叙されている。享保20年（1735年）3月に桜町天皇が即位するが、同じ頃に体調悪化を理由に息子の八条隆英の屋敷に退出し、程なく病死した。